# Лобаниха (Тотемский район)
Лобаниха — деревня в Тотемском районе Вологодской области.
Входит в состав Медведевского сельского поселения, с точки зрения административно-территориального деления — в Медведевский сельсовет.
Расстояние до районного центра Тотьмы по автодороге — 18,4 км, до центра муниципального образования посёлка Камчуга по прямой — 7 км. Ближайшие населённые пункты — Горелая, Запольная, Медведево, Совинская.
По переписи 2002 года население — 10 человек.